# Ölbergkapelle (Kirchhaslach)

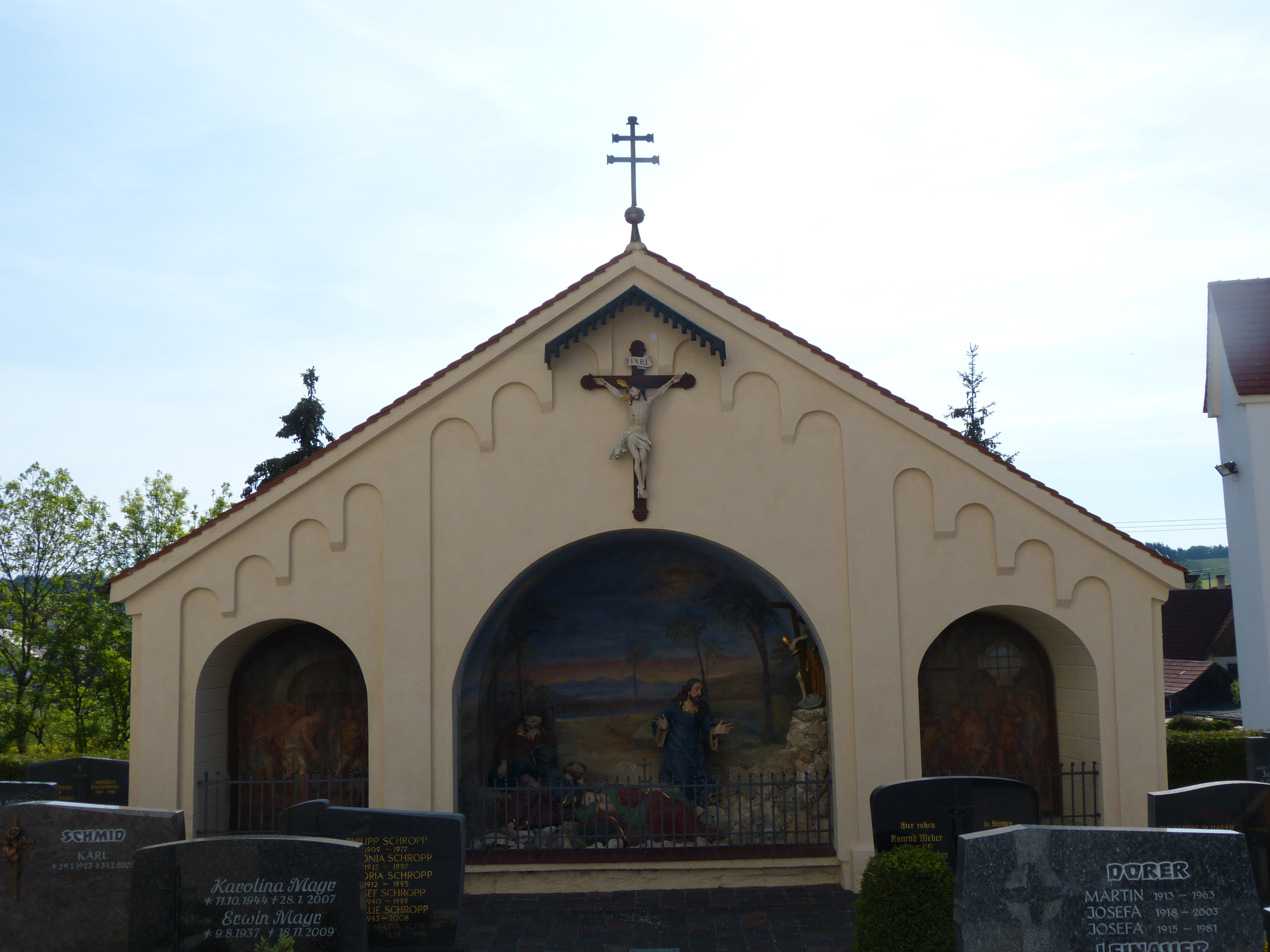
Ölbergkapelle in Kirchhaslach

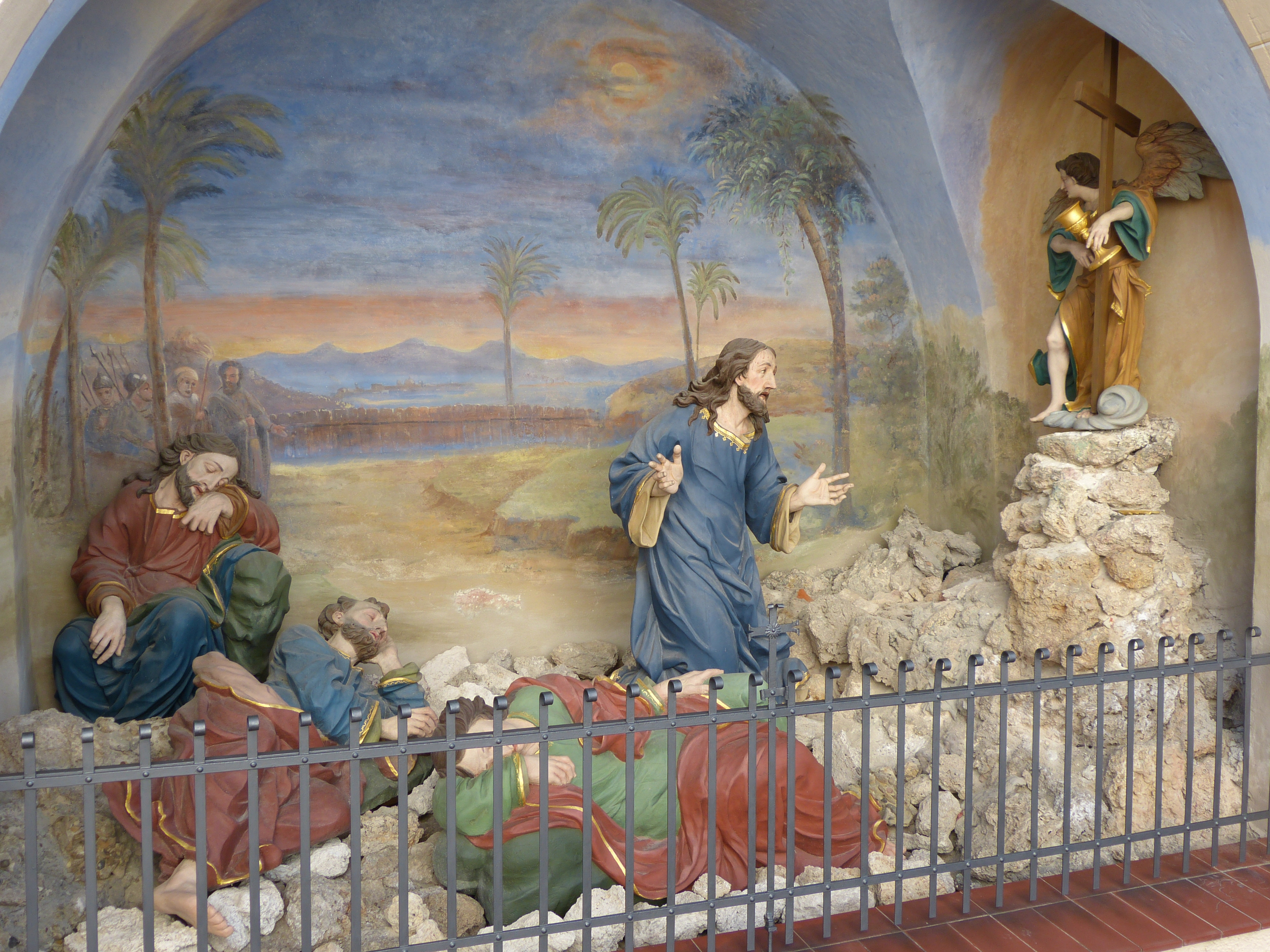
Figurengruppe der Ölbergkapelle, um 1710

Die Ölbergkapelle ist ein neuromanischer Bau des mittleren 19. Jahrhunderts und befindet sich in Kirchhaslach, im Landkreis Unterallgäu, Bayern. Die Kapelle an der Westseite des Friedhofes steht unter Denkmalschutz.
Der Kapellenbau ist mit einem Satteldach gedeckt und besitzt drei Nischen mit Tonnengewölbe. Die mittlere der drei Nischen ist dabei größer und hat, im Gegensatz zu den beiden kleineren, Stichkappen. Die gefasste hölzerne Figurengruppe in der Mittelnische stammt aus der Zeit um 1710. In den beiden kleineren Nischen sind Gemälde auf Holz, aus der gleichen Entstehungszeit wie die Figurengruppe, angebracht. Links ist die Verspottung Christi und rechts die Geißelung Christi dargestellt. Das Kruzifix im Giebel stammt ebenfalls aus dieser Zeit.